# قناة الإيمان
قناة الإيمان هي قناة تلفزيونية يمنية حكومية بدأت بثّها الفضائي هي وقناة سبأ الفضائية في أوائل عام 2008م، وهي قناة رسمية دينية تسعى إلى تنوير الشارع اليمني والعربي في الدين الإسلامي بوسطية واعتدال مركزها الرئيسي يقع في جامع الصالح في العاصمة اليمنية صنعاء.